# Творческая работа
Творческая работа — результат творческих усилий человека. Под это понятие попадают изобразительное искусство, литература, живопись, музыка, хореография и т. д.
Творческая работа подразумевает создание чего-то нового и уникального (маловероятно, что два человека создадут одно и то же произведение). Термин упоминается в законах разных государств и широко распространён. Также часто используется в контексте авторского права.

## Автор
Творческая работа — основополагающий элемент авторского права. Согласно Закону РФ «Об авторском праве и смежных правах», автор — физическое лицо, творческим трудом которого создано произведение. Произведения защищаются в том случае, если в работе есть факт творчества. Однако, второе лицо вправе купить у автора работу и права на неё, после этого оно становится правообладателем, но не автором.

## Отражение в законодательствах

### Республика Беларусь
Раздел V «Творческая деятельность» закона «О культуре в Республике Беларусь» полностью посвящён творческой работе. Статья 21 указывает: «В Республике Беларусь создаются необходимые условия для творческого развития всех видов профессионального искусства и литературы, архитектуры и дизайна, работы народных мастеров.» Статья 22 о свободе творческой деятельности гласит: «Предприятия и учреждения культуры, творческие организации и коллективы самостоятельно утверждают свои творческие планы и определяют репертуарную политику, несут ответственность за организационно-творческую деятельность, определенную в соответствии с их уставами и положениями».

### Великобритания
В разделе 221 (2) (с) Закона о подоходном налоге (торговля и другие доходы) 2005 года выражение «творческие работы» (англ. creative works) означает литературные, драматические, музыкальные или художественные произведения, либо дизайны, созданные налогоплательщиком лично или в партнерстве с одним или несколькими партнёрами.

### Российская Федерация
В Законе РФ от 9 октября 1992 г. N 3612-I «Основы законодательства Российской Федерации о культуре» есть определение творческой деятельности. Согласно статье 3 Закона, это «создание культурных ценностей и их интерпретация». Статья 10 гласит: «Каждый человек имеет право на все виды творческой деятельности в соответствии со своими интересами и способностями». Также в статье 10 отмечается равенство профессионального и непрофессионального творческих работников в области авторского права и смежных прав.